# دنیای کاناکو
دنیای کاناکو (انگلیسی: The World of Kanako) فیلمی در ژانر جنایی به کارگردانی تتسویا ناکاشیما است که در سال ۲۰۱۴ منتشر شد.

## داستان
کارآگاه "آکیزاکو" به دنبال دختر گمشده اش ، "کاناکو" ، می گردد ولی خیلی زود می فهمد که دخترش یک زندگی اسرازآمیز دارد ...

## بازیگران
- کوجی یاکوشو در نقش آکیزاکو فوجیشیما
- نانا کوماتسو در نقش کاناکو فوجیشیما
- ساتوشی تسومابوکی در نقش کارآگاه آسای
- جو اوداگیری در نقش کارآگاه آیکاوا
- فومی نیکاایدو در نقش نامی اِندو (همکلاسی سابق دبیرستان کاناکو)
- آی هاشیموتو در نقش اِمی موریشیتا (دوست کاناکو)
- میکی ناکاتانی در نقش ریه آزوما (معلم سابق کاناکو)
- جون کونیمورا در نقش تسوجیمورا (روان پزشک)
- مونه‌تاکا آئوکی در نقش ساکییاما